# Jason Wu
Jason Wu, (吳季剛) (Contea di Yunlin, 27 settembre 1982), è uno stilista taiwanese, che vive e lavora negli Stati Uniti d'America.

## Biografia
Nato a Taiwan, Wu si è trasferito a Vancouver, in Canada all'età di nove anni ed ha studiato in Connecticut. Impara a cucire realizzando abiti per bambole, ma preferisce studiare scultura a Tokyo. All'età di sedici anni diventa un creatore di abbigliamento per bambole freelance, disegnando alcune creazione per l'azienda di giocattoli Integrity Toys con il marchio "Jason Wu dolls" ed in seguito "Fashion Royalty". L'anno seguente, viene nominato direttore creativo della Integrity Toys. Durante gli anni delle scuole superiori decide di diventare uno stilista.
Jason Wu lancia la sua prima collezione di prêt-à-porter grazie ai guadagni ottenuti con le vendite dei vestiti per le bambole. La sua prima collezione debutta nel 2006 e vince il Fashion Group International's Rising Star award nel 2008. Nello stesso anno viene nominato per i Vogue Fashion Fund award. A luglio Bruce Weber fotografa lo stilista per la rivista W che gli dedica un servizio. Fra le prime clienti illustri di Wu ci sono Ivana Trump, January Jones ed Amber Valletta, oltre che la drag queen RuPaul. Tuttavia la persona che maggiormente ha contribuito a lanciare la carriera dello stilista è stata la first lady Michelle Obama, che ha indossato varie creazioni di Wu in diverse occasioni. In particolar modo Michelle Obama ha indossato un abito di Jason Wu in occasione dei festeggiamenti per l'elezione del marito Barack Obama e su una copertina di Vogue.